# Aegidius Romanus

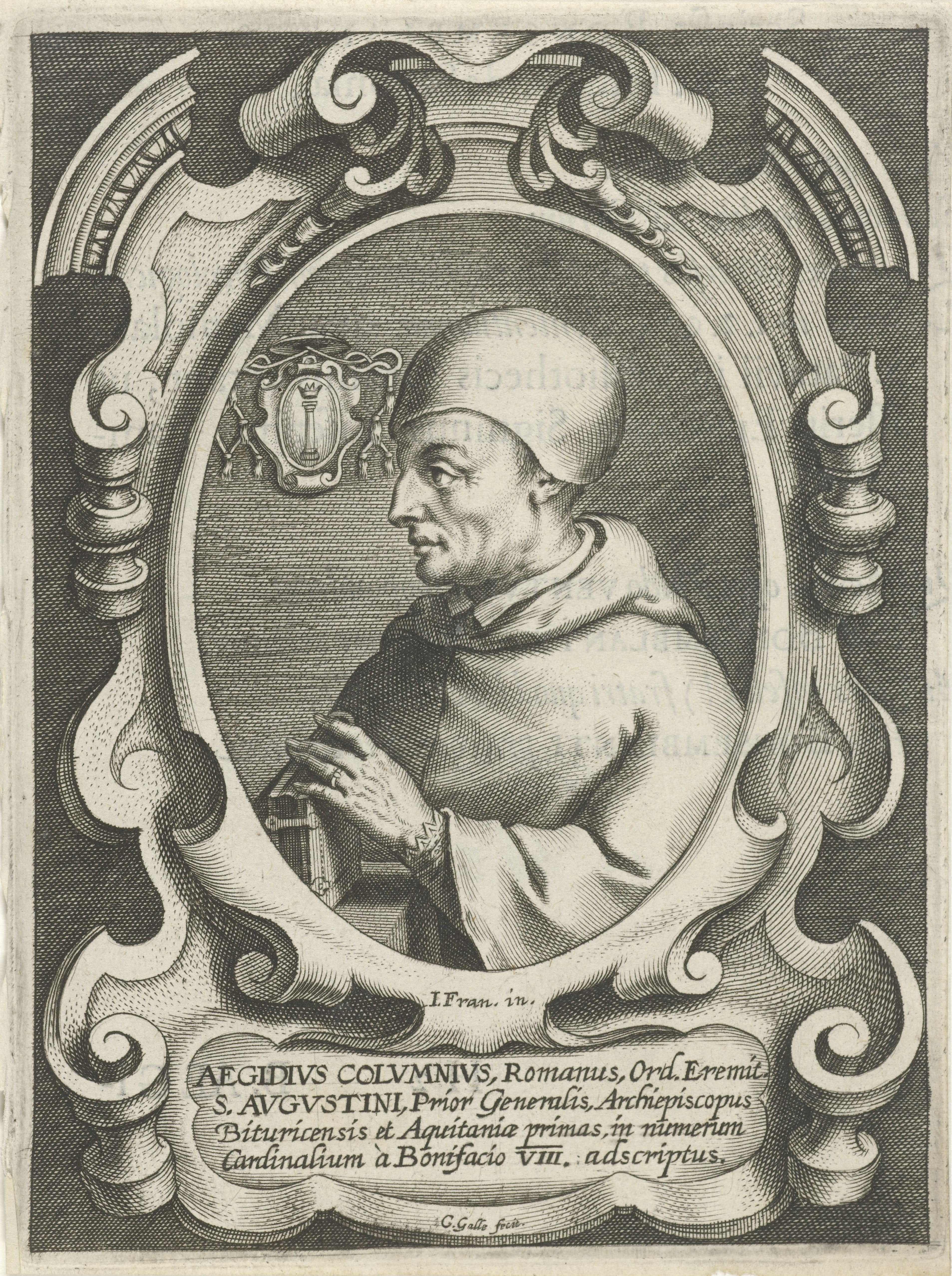
Aegidius Romanus

Aegidius Romanus (Aegidius von Rom, Beiname doctor fundatissimus; im Englischen Giles of Rome, im Französischen Gilles de Rome; * um 1243 in Rom; † 22. Dezember 1316 in Avignon) war ein italienischer Augustiner-Eremit und als theologisch-philosophischer Schriftsteller ein bedeutender Schüler des Thomas von Aquin.

## Leben

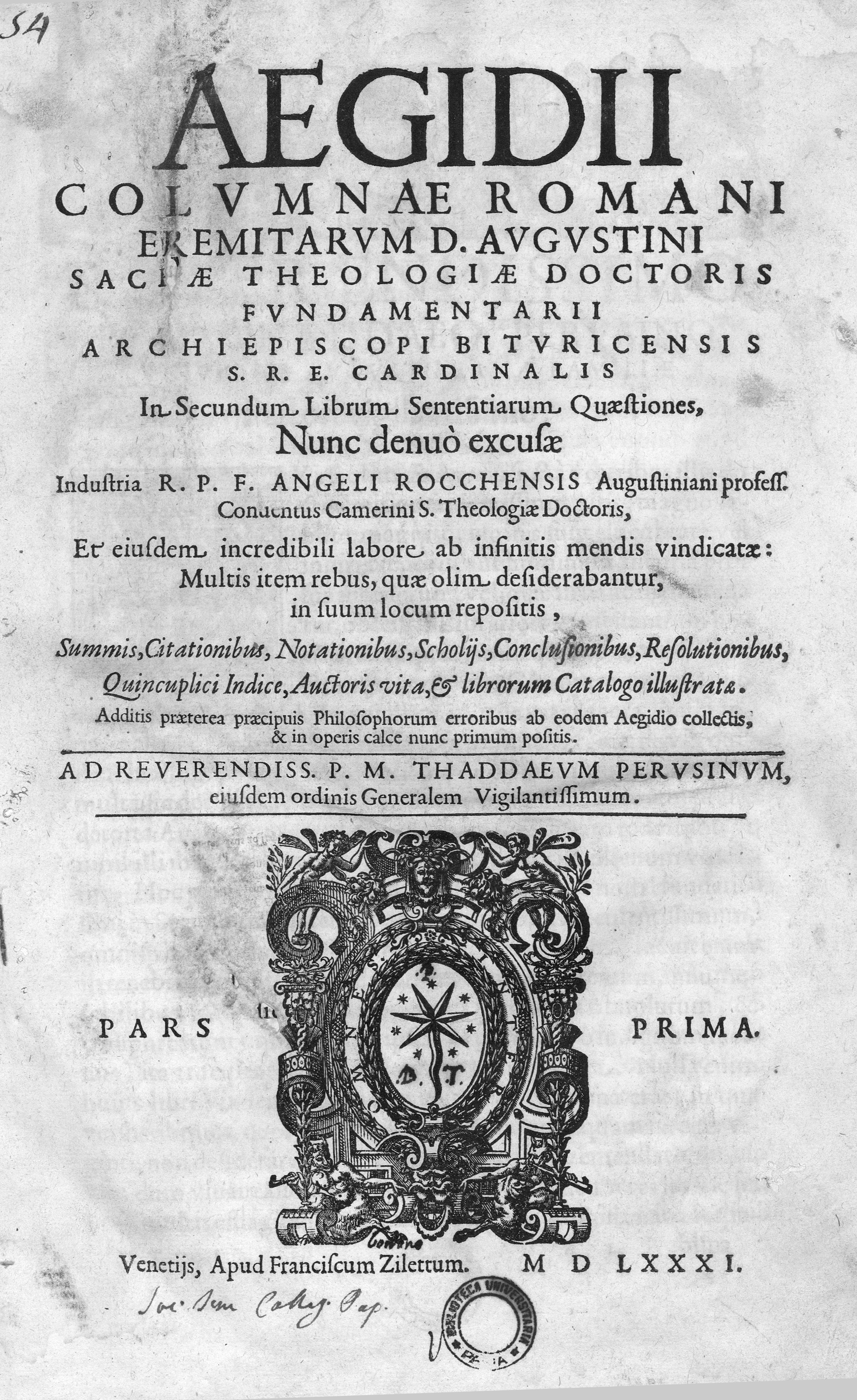
In secundum librum sententiarum quaestiones, 1581

Über seine frühen Jahre ist so gut wie nichts bekannt. Aegidius wurde in Rom geboren und stammte wohl aus bescheidenen Verhältnissen. Seine angebliche Abstammung von der bekannten stadtrömischen Familie Colonna wird erst in späteren Quellen unterstellt, zeitgenössische Belege dafür fehlen. Er war einige Zeit ein Schüler des Thomas von Aquin und studierte am Konvent des Augustinerordens in Paris. Im Zusammenhang mit den Pariser Verurteilungen verließ Aegidius Paris und stieg bald im Augustinerorden auf. 1285 fungierte er als Vikar seines Ordens, von 1292 bis 1295 sogar als Ordensgeneral. Er lehrte auch wieder von 1285 bis 1291 an der Universität Paris. 1295 wurde er zum Erzbischof von Bourges ernannt. In der Folgezeit mischte er sich immer wieder in aktuelle Debatten ein. So unterstützte er den französischen König Philipp den Schönen in dessen Konflikt mit dem Templerorden (siehe Templerprozess). Aegidius starb 1316 an der päpstlichen Kurie in Avignon.
Aegidius Schriften umfassen einen großen Themenkreis und reichen von der scholastischen Philosophie bis zur Theologie. Neben mehreren Kommentaren zu Werken des Aristoteles und Abhandlungen zur Bibel schrieb er einen im Mittelalter sehr einflussreichen Fürstenspiegel De regimine principum für Philipp den Schönen. Um 1270 verfasste er eine Abhandlung unter dem Titel Errores philosophorum (Die Irrtümer der Philosophen), deren 12. Kapitel einer Widerlegung von Maimonides’ Ansichten im Führer der Unschlüssigen gewidmet ist. In der publizistischen Auseinandersetzung zwischen Papst Bonifaz VIII. und Philipp stand er auf der Seite des Papstes und verfasste 1302 das kirchenpolitische Traktat De ecclesiastica potestate, dessen Inhalte in die Bulle Unam Sanctam einflossen. Einige seiner Schüler, darunter Jakob von Viterbo, schlossen an diese Überlegungen an. In theologischen Werken wird er oft als doctor fundatissimus bezeichnet.

## Schriften
- De corpore Christi theoremata L. Johann Koelhoff d. Ä., Köln 1490 Digitalisat
- De regimine principum. Simone Bevilacqua, Venedig 1498.
- Aegidii Romani Opera Omnia, vol. III.2 Reportatio lecturae super libros I-IV Sententiarum. Reportatio Monacensis. Excerpta Godefridi de Fontibus. A cura di C. Luna. Edizioni del Galluzzo, Florenz 2003 (= Corpus Philosophorum Medii Aevi – Testi e Studi. Band 17).